# Sadirac
 Sadirac  es una población y comuna francesa, situada en la región de Aquitania, departamento de Gironda, en el distrito de Burdeos y cantón de Créon.

## Demografía
| 1 048 | 923 | 1 081 | 1 077 | 1 101 | 1 138 | 1 106 | 1 140 | 1 043 | 1 105 | 1 108 | 1 085 | 1 074 | 1 085 | 1 072 | 1 030 | 984 | 1 030 | 1 054 | 1 019 | 972 | 920 | 870 | 898 | 885 | 868 | 921 | 1 043 | 1 206 | 2 116 | 2 899 | 3 022 |
| Para los censos de 1962 a 1999 la población legal corresponde a la población sin duplicidades (Fuente: INSEE [Consultar]) |     |       |       |       |       |       |       |       |       |       |       |       |       |       |       |     |       |       |       |     |     |     |     |     |     |     |       |       |       |       |       |